# レイジー (帆船)
レイジー（英: razee）は、改装により甲板数等を「切り詰めた」（razeed）木造帆船をいう。

## イギリス海軍
イギリス海軍においては、レイジーへの改装は主に2層甲板（74門または64門装備）の小型の戦列艦を1層甲板の大型のフリゲートに変えるかたちで実行された。一見戦力を損なうような改装が行われた理由は、時代とともに戦列艦の大型化が進行したために、小型の戦列艦の価値が失われたことによる。この改装によって切り詰められた軍艦はフリゲートに類別されるが、それは通常のフリゲートより強力な艦となった。イギリス海軍で最も成功したレイジーはサー・エドワード・ペリュー艦長が指揮したフリゲート「インディファティガブル」である。

## アメリカ海軍
アメリカ海軍においては、1840年代に進水した最後の世代の帆走フリゲートの数隻を、大型スループに切り詰めることが行われた。1850年代の冶金学と砲術の進歩は、従来使用されていたものよりはるかに重い砲弾や炸裂弾を発射できる砲の鋳造を可能にした。かくして、フリゲートの装備をより少数ながら重い砲で置き換えることにより、乗組員の数もそれに合わせて減らすことが可能となった。新しい帆装と寸法は、それらの面目を一新させた。それらは20門艦ながら40門フリゲートより大きな砲力を備えていたが、砲の数ゆえに小型のスループに分類し直された。南北戦争のハンプトン・ローズ海戦において南軍の装甲艦「バージニア」に撃破された軍艦「カンバーランド」は、このタイプの1隻である。

## その他
古く17世紀後半、旧式なガレオン船がシップ型横帆船に切り詰められた例もある。それは海軍でなく海賊の手によって行われた。彼らは船を浜に引き揚げ、のこぎりを用いて船尾楼の大部分と船首楼の突出部を取り除いた。この改装では砲甲板はそのまま残され、かつ切り詰めたことにより、以下のように非常に取り扱いやすい船になった。
- 船楼に余計な風を受けなくなることによって、風上に切り上げる操船が容易になった。
- トップヘビーが解消され、かつ全体に軽快になった。
- 船尾楼を低めることにより、最も後ろのマストの桁が自由に動かせるようになった。